# انگلیسی تگزاسی
انگلیسی تگزاسی (به انگلیسی: Texan English) مجموعه‌ای از گویش‌های انگلیسی آمریکایی است که در تگزاس صحبت می‌شوند و عمدتاً در گروه انگلیسی جنوبی ایالات متحده قرار می‌گیرد. طبق یک پژوهش در سراسر آمریکا، لهجه معمولی تگزاسی «لهجه جنوبی با پیچ‌وتاب» است. «پیچ‌وتاب» به لهجه‌های سرزمینی جنوبی ایالات متحده، لهجه‌های ساحلی قدیمی‌تر جنوب ایالات متحده و سرزمین میانه جنوبی ایالات متحده اشاره دارد که به دلیل تاریخ استقرار تگزاس، و همچنین برخی از تأثیرات واژگانی از اسپانیایی مکزیکی است. در واقع، هیچ لهجه واحدی وجود ندارد که تمام تگزاس را پوشش دهد و تعداد کمی از ویژگی‌های گویشی، منحصر به تگزاس است. جدیدترین و توسعه‌یافته‌ترین ویژگی‌های لهجه جنوبی ایالات متحده در لابک، اودسا، هیوستون و به‌طور متغیر دالاس گزارش شده‌اند، اگرچه ویژگی‌های کلی این گویش در سراسر ایالت یافت می‌شود، با چند استثنا: ابیلین و تا حدودی آستین، کورپس کریستی و اندکی ال پاسو.

## پیشینه
پس از استقلال مکزیک در سال ۱۸۲۱ میلادی، بسیاری از شهروندهای ایالات متحده به این کشور پناهنده شدند. در حدود یک دهه جمعیت آمریکایی‌ها از مکزیکی‌ها بیشتر شده بود. بعدها پس از جنگ استقلال تگزاس از امپراتوری اول مکزیک این ناحیه جغرافیایی درخواست پیوستن به ایالات متحده را کرد تا به یکی از ایالت‌های آن بدل شود که چنین نیز شد. انگلیسی تگزاسی هم‌اکنون به علت جمعیت زیاد اسپانیایی زبان‌ها و هم‌مرز بودن با کشور مکزیک؛ دستخوش تغییرات و هم‌آمیزی به زبان اسپانیایی شده‌است. حتی برخی از واژه‌های اسپانیایی وارد انگلیسی تگزاسی شده‌اند.
پس از انقلاب مکزیک در اوایل سده بیستم میلادی، تعداد زیادی از مکزیکی‌های اسپانیایی‌زبان به تگزاس مهاجرت کردند. تعداد مکزیکی‌ها در اواسط سده بیستم میلادی کاهش پیدا کرد و در اواخر این سده افزایش چشمگیری یافت.